# オーガスタス・ウォラストン・フランクス
オーガスタス・ウォラストン・フランクス（英語: Sir Augustus Wollaston Franks, KCB、1826年3月20日 - 1897年5月21日）は、イギリスの古物蒐集家で大英博物館の学芸員を務めた人物。オーガスタス・フランクス、A・W・フランクス、A. W. フランクスとも。
大英博物館の歴史を記したマージョリー・ケイギル（英: Marjorie Caygill）をして「フランクスは、大英博物館の歴史においておそらく最も重要なコレクターで、なおかつ同時代においては極めて偉大なコレクターであろう。」と評されている。また、フランクスを大英博物館の「中興の祖」とする評価もある。

## 人物・生涯

### 生い立ち～若年期
英国海軍フレデリック・フランクス大佐と、第7代準男爵サー・ジョン・セブライトの娘フレデリカ・アンとの長男としてジュネーブに生まれる。オーガスタス・"ウォラストン"・フランクスの代父を務めたウイリアム・ウォラストンは母の友人だった。幼少期、フランクスは主にローマとジュネーブで過ごした。1839年9月、イギリスのイートン校に入学し1843年までそこで教育を受けた。
その後、フランクスはケンブリッジ大学トリニティ・カレッジで学生時代を過ごすが、その学生時代に既に彼は、ブラスラビング拓本の蒐集を始め、畢竟、ロンドン考古協会（英: Society of Antiquaries of London）にそのコレクションを寄贈し、ケンブリッジ建築協会（英: Cambridge Architectural Society）の創立者に名を連ね、ケンブリッジ考古協会（英: Cambridge Antiquarian Society）の初期メンバーでもあり、「レイ倶楽部」に4名いた学生会員の一人でもあった。ケンブリッジ時代の1849年にフランクスは、王立考古学会に力を注ぎ、その後新たに設立され、その年次総会の準備として古代と中世の古美術コレクションを整理することで彼のその分野についての知識の基盤を固めた。1850年、フランクスはロイヤル・ソサエティ・オブ・アーツを会場に初めて催されたヨーロッパ中世美術の展覧会の幹事を務めた。

### 大英博物館において
1851年、フランクスは大英博物館の古代遺物部門（英: Department of Antiquities）の助手に就いた。それは新たに設けられた役職でその任務は「英国古美術（英: British antiquities）」のコレクションを立ち上げる事だった。そうして大英博物館での45年の経歴においてフランクスは、個別に5つの部門を立ち上げた。デイヴィッド・M・ウィルソンは「多くの点でフランクスは大英博物館の第2の創設者であった。」と、記している。

#### 管理責任者
大英博物館において、1858年よりフランクスはロンドン考古協会の主事の任を受けたことで、磁器、ガラス製品、人類学的な興味が寄せられる工芸品や、古典古代より後の時代の美術工芸品に解説をつける全てについて、中世美術品の分野を牽引する英国での権威となった。
1866年、英国中世の古美術品コレクションに民族誌的コレクションを一緒にまとめ、英国中世の古美術品および民族誌部門を司る主任管理者（英: Keeper）としてフランクスの主導のもと整理し別な部門に編成され直された。ロンドンのヴィクトリア地区のヘンリー・クリスティ民族誌コレクションもまた大英博物館の収蔵品に統合される前はフランクスの管理のもとに置かれた。フランクスは、ロンド考古協会の副会長、最終的には会長を務めた。一方で、1878年に大英博物館の館長の職である首席司書職（英: principal librarianship）への就任を求められた際にはこれを断っている。
フランクスは1896年の70歳の誕生日を機に引退した。

#### 収蔵品に加えたもの
1855年、フランクスはイギリスのホイッグ党の政治家で、非常に貴重なロタール・クリスタルを含むコレクションの収蔵家としても知られるラルフ・バーナルのコレクションから逸品を博物館で購入する責任を担った。

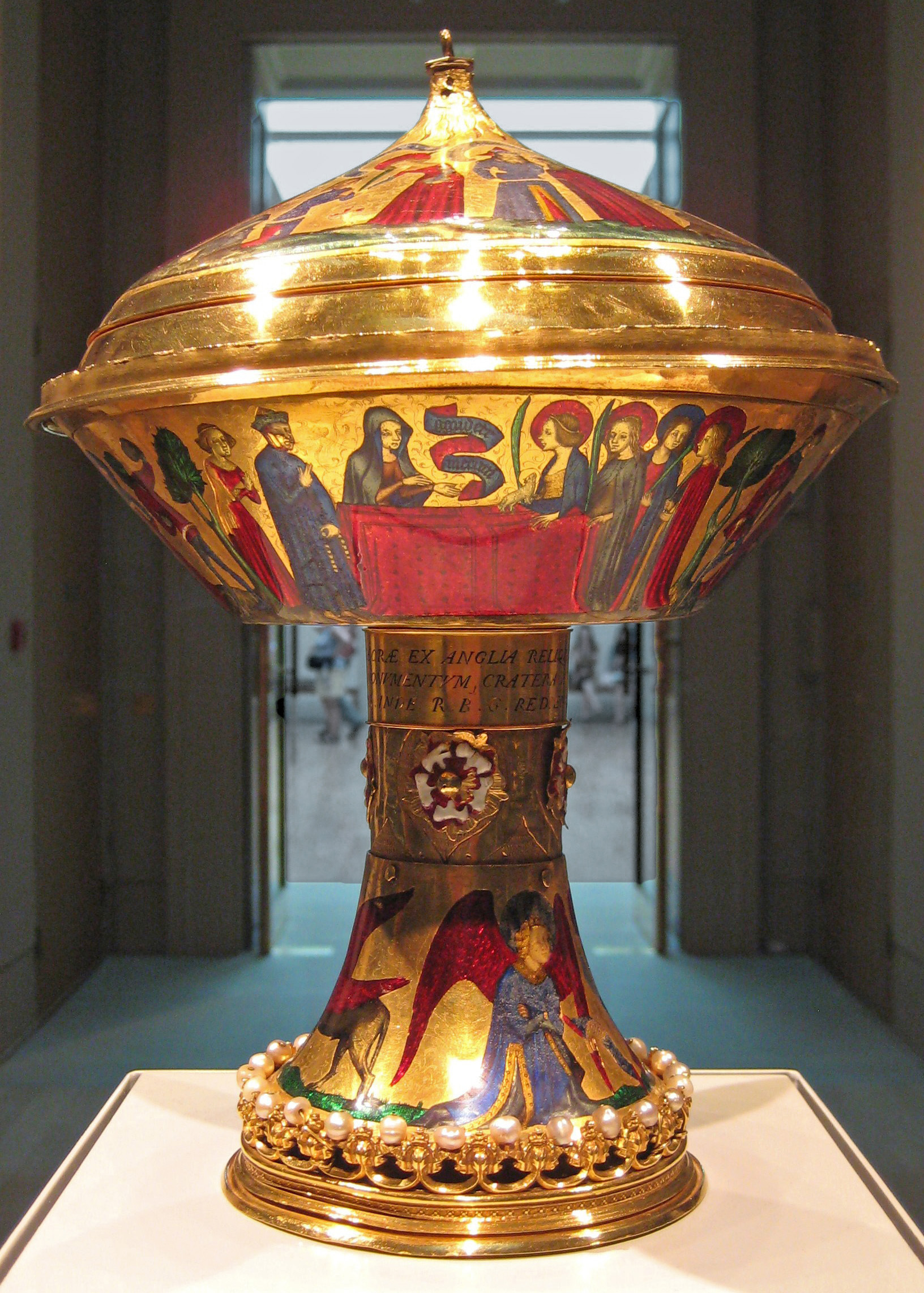
ロイヤルゴールドカップ。聖アグネスの殉教の場面が描かれている

1892年、フランクスはロイヤルゴールドカップを購入するのに必要となった8000ポンドを調達することに成功した。彼は一時的に5000ポンドを購入原資として自腹で用立てならなかったにせよ、この案件が上手くいったことはフランクスにとり最大の成果で彼が非常に誇りとしたことだった。
フランクスはその大英博物館でのキャリアの引退にあたって、次のことを書き記している。
公平に云って、私が立ち上げ今も主任管理者を務める部門は、非常に適度な国費で賄われ運営されてきたと述べることができるだろう。1851年に博物館でこの職務を受けた際、この部門ではわずか154フィートの長さの壁の陳列ケースと3つ、4つのテーブルケースを占める過ぎない貧弱な収蔵品だったのが、今や、ケースや壁に収まりきらない夥しい収蔵品は言うまでもなく、2250フィートの長さの壁の陳列ケース、90のテーブルケース、および31の直立ケースを占めるに至った。—サー・オーガスタス・ウォラストン・フランクス、Creating a Great Museum: Early Collectors and The British Museum
フランクスはフェリクス・スレイド、ジョン・ヘンダーソン、サー・チャールズ・フェローズのコレクションでのフェローズ夫人、ウィリアム・バージェス、オクタウィウス・モーガンの場合などコレクションの蒐集の為には博物館に代わって個人の力、影響力をも行使した。

#### 個人コレクション
フランクスは相当な個人資産を有し、博物館での収蔵品を購入する仕事と並行して個人的にも特筆すべきコレクションを築いた。この個人での蒐集は、短期的な意味でもまた長期的な意味でも大英博物館の収蔵品について利益があった。フランクスの個人での蒐集は陶磁器と貴重な中世美術のコレクションに大いに費やされ、多くのオクサス遺宝をも含み、一部はインドのディーラーあるいはアレキサンダー・カニンガムからの購入を通じてそのコレクションを築いた。
フランクスは、古典芸術、特に古代ローマの遺物についての英国での権威でもあった。彼は、1876年にベスナル・グリーン博物館（英: Bethnal Green Museum、後のV&A子供博物館）で彼のアジアの陶磁器、主に磁器のコレクションの展覧会を開催した。また、フランクスは日本の根付と鍔、指輪、飲料容器も蒐集した。また、蔵書票とプレイング・カード（カードゲーム用の札）にも興味を示しともに重要なコレクションを築き、タブリー卿ジョン・ウォーレンとの親交はフランクスを蔵書票趣味へ導き、プレイング・カードではシャーロット・ゲスト男爵夫人の参照されるべき仕事を完成させた。
フランクスの曾祖母サラ・ナイトには、裕福かつ生涯未婚で大英博物館の後援者であったリチャード・ペイン・ナイトといういとこがいた。その為、彼は自分の強迫的蒐集癖はリチャード・ペイン・ナイトが示すような遺伝に理由があると考え、1983年に発見された彼が自分の人生を綴った手記の中で「蒐集癖は、遺伝性で不治の病でないかと怖れている。」と記すほどであった。

### 死去と遺産

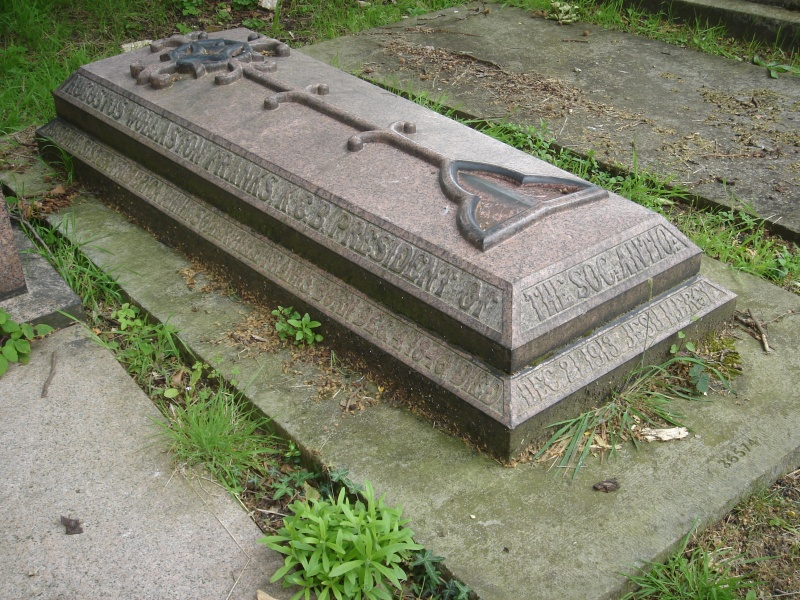
ロンドン、ケンサル・グリーン墓地のフランクスの墓碑。

フランクスは、1897年5月21日に亡くなりロンドンのケンサル・グリーン墓地に葬られた。彼の個人コレクションのほとんどは、生前の寄贈ではなく彼に死去に伴う遺贈の形で国家に寄託された。フランクスは2万点を越える重要な収蔵品を購入し大英博物館のコレクションに加えている。

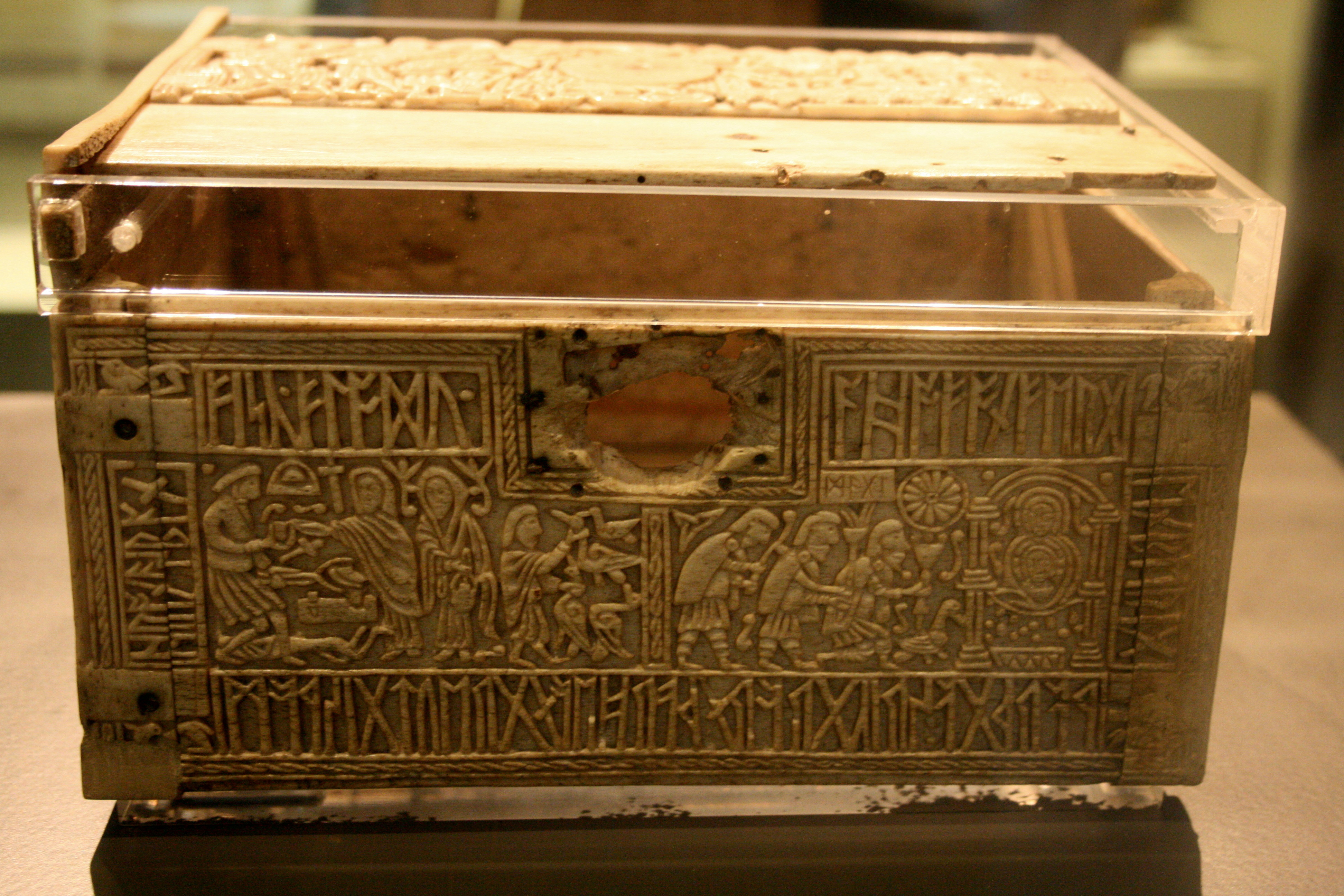
フランクス・カスケット。躯体は木製で、上面の蓋・側面に浮き彫りがあしらわれている。

彼の最もよく知られる寄贈品の一つはノーサンブリアの9世紀の象牙製のフランクス・カスケットでルーン文字が刻銘されている。それは1858年に100ギニーでの購入申請が「とある象牙製の彫り物」として博物館理事会で却下されたものであった。1867年、フランクスは大英博物館にこのカスケットを寄贈している。
サミュエル・ラッシュ・メイリックの武器と甲冑のコレクションの場合には、オーガスタス・W・H・メイリックが1871年頃に売りに出した時、フランクスはジョージ・ワード・ハントに国家のためにそれを購入するように説得するのには失敗した。結果、このメイリック・コレクションはオークションに掛かり散逸した。しかし、フランクスはメイリック・ヘルメットなどを購入し寄贈した。
サー・アンドリュー・フォンテインとその相続人の陶磁器コレクションが1884年に市場に出て、大英博物館が購入を検討した際には、フランクスは彼自身で購入資金を一時的に立て替えることで取引を成約させた。

## 著作物
フランクスは考古学を題材とする論考を多く執筆している。公表されている主なものを以下にあげる。
- Book of Ornamental Glazing Quarries, London, 1849.
- Examples of Ornamental Art in Glass and Enamel, 1858.
- Himyaritic Inscriptions from Southern Arabia, 1863.
- Catalogue of Oriental Porcelain and Pottery, 1876, 1878.
- Japanese Pottery, 1880.
- Catalogue of a Collection of Continental Porcelain, 1896.

フランクスは、ジョン・ミッチェル・ケンブルのHoræ Ferales (1863)とエワード・ホーキンスのMedallic Illustrations of British History, 1885.の編集も手がけている。
また、フランクスはイギリスでのケルト美術の論考において「後期ケルト期」（英: Late Celtic period）という術語を導入したが、その語を適用できる範囲については議論の余地があり、ヨーロッパ大陸のケルト美術について述べる際はやや誤解を招くと考えられている。